# Fort Desaix (Mundolsheim)
Pour les articles homonymes, voir Fort Desaix.
Article principal: Enceinte de Strasbourg (évolution de l'enceinte urbaine de l'époque romaine au XXe siècle).

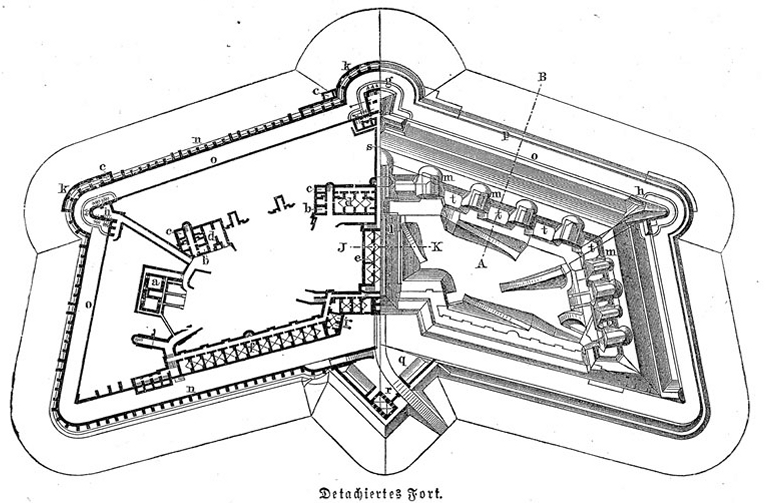
Plan-type d'un fort de Biehler.

Le fort Desaix, appelé à l'origine fort Roon, est un fort de type Biehler construit par les Allemands et appartenant à la ceinture fortifiée de Strasbourg, à Mundolsheim  (Alsace).

## Histoire
Le fort Roon fait partie de l'ensemble de quatorze fortifications (onze en Alsace, trois en pays de Bade) réalisées autour de Strasbourg sur ordre du général prussien Helmuth Karl Bernhard von Moltke après la chute de la ville en 1870. Ces fortifications suivent le concept développé par Hans Alexis von Biehler dont le but était de former une enceinte discontinue autour de la place forte faite de forts d’artillerie espacés d’une portée de canons. Le projet initial prévoyait la construction de trente-six forts mais, finalement, seuls quatorze furent construits.
Le fort est implanté au Nord de Strasbourg sur une hauteur où il contrôle la route de Haguenau, la voie de chemin de fer allant en direction de Paris et de Wissembourg ainsi que le canal de la Marne au Rhin.
Il est construit de 1872 à 1874 et armé en septembre 1873. 
La garnison allemande appartient au 132e régiment d'infanterie (de).
En avril 1919 il est rebaptisé Fort Desaix.

### Dénominations successives
- 1872 à 1873 : Fort III, Fort Mundolsheim ou Fort Souffelweyersheim.
- 1er septembre 1873 à 1918 : Fort III, Fort Roon.
- Avril 1919 à juin 1940 : Fort Desaix.
- juillet 1940 à 1944 : Fort Roon.
- 1945 à nos jours : Fort Desaix.

### Seconde Guerre Mondiale
Pendant la Seconde Guerre mondiale, à la fin de l'année 1944, les alliés approchent de Strasbourg. Les Allemands appuient les défenses sur les forts qui entourent Strasbourg. Ils les doublent d'un fossé antichar et de tranchées. 
Le 23 novembre 1944, le sous-groupement Rouvillois de la 2e DB Française, guidé par le FFI Robert Fleig,  prend par surprise le fort Roon ce qui entraine la prise de la ville,.

### Après la Seconde Guerre mondiale
À la fin de la Seconde Guerre mondiale le fort Desaix sert au stockage des corps des victimes de la guerre jusqu'à leur inhumation. Pour cela, il est divisé en secteur par nationalité. 
Ultérieurement, il est géré par le service des anciens combattants qui l'utilisent pour stocker les ossements des combattants avant leur inhumation. Le matériel du cimetière militaire de Strasbourg y est stocké. 
Les archives des « Malgré-nous » y sont aussi stockées ainsi que du matériel pour les invalides de guerre.
En 2000, les anciens combattants rendent le fort. Les archives et le matériel sont retirés du fort entre 2008 et 2010.
Actuellement, le fort Desaix, n'est pas ouvert au public. Il abrite le stand de tir  de la société de tir de Strasbourg (S.T.S.).

#### Photos vidéos
- Christophe SAUQUET, « FORT DESAIX (ROON) Mundolsheim », Courte vidéo montrant une vue aérienne du fort Desaix, sur youtube.com, 5 avril 2017 (consulté le 28 juillet 2020)